# Susana Díaz

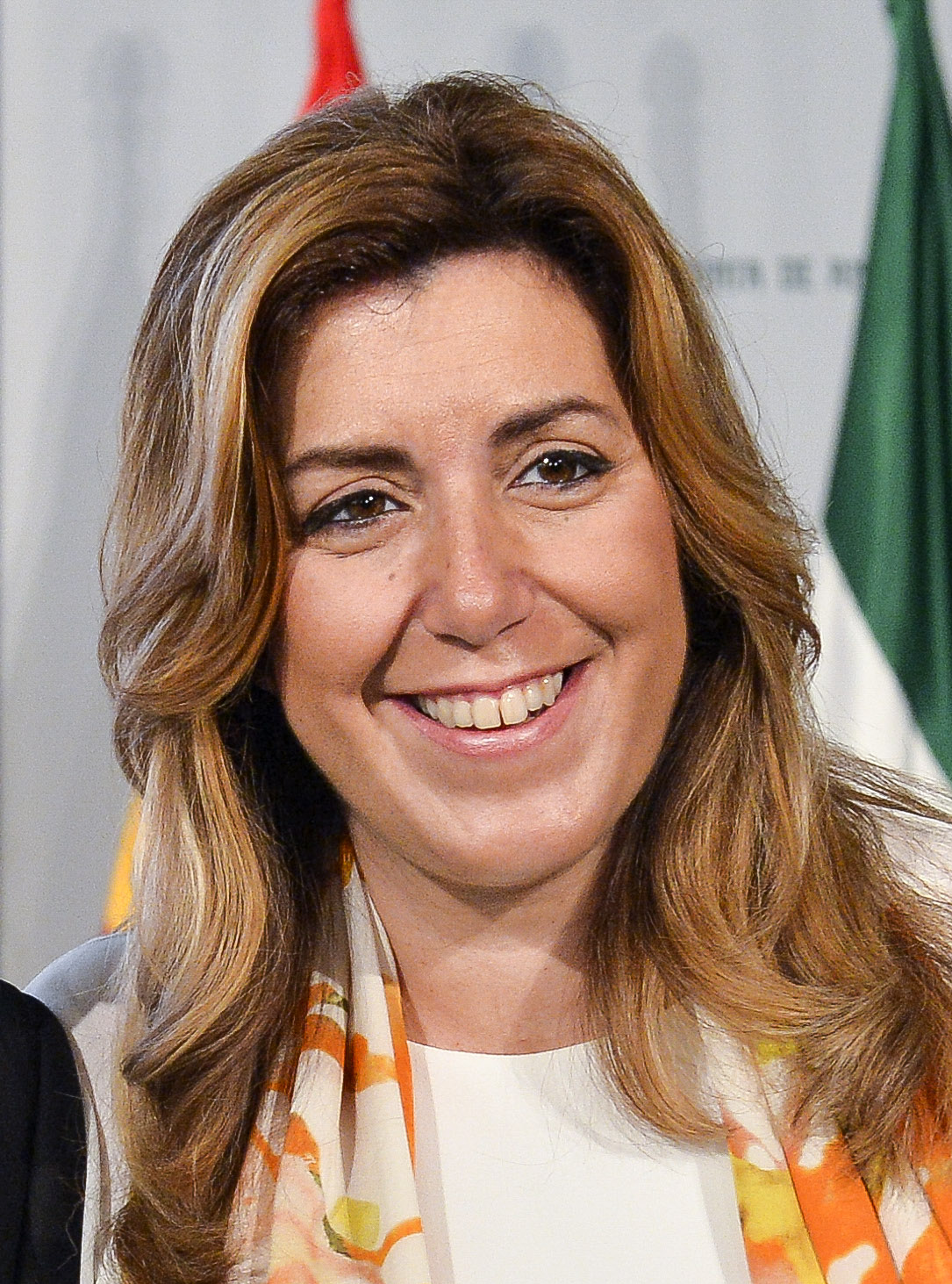
Susana Díaz (2015)

Susana Díaz Pacheco (* 18. Oktober 1974 in Sevilla) ist eine spanische Politikerin. Sie war von September 2013 bis Januar 2019 Präsidentin der Regionalregierung von Andalusien und ist seit November 2013 Vorsitzende des andalusischen Regionalverbands der PSOE.

## Biographie
Díaz erhielt ihren Abschluss in Rechtswissenschaften an der Universität Sevilla. Bereits mit 17 Jahren begann sie, sich bei den Juventudes Socialistas, der Jugendorganisation der PSOE, politisch zu engagieren. 1999 wurde sie in den Stadtrat von Sevilla gewählt, wo sie unter anderem in Jugendangelegenheiten und Arbeitsmarktpolitik tätig war.
Bei den Parlamentswahlen 2004 schaffte sie den Einzug in das spanische Abgeordnetenhaus und erfüllte ihre Position als Abgeordnete während der vollen Legislaturperiode. Nach dem folgenden Wahlgang wechselte sie in den Senat über, wo sie unter anderem als Sprecherin ihrer Parlamentsfraktion fungierte.
2012 kehrte sie nach Andalusien zurück und wurde Mitglied der dortigen Regionalregierung. Zuständig war sie zunächst für Gleichstellungsangelegenheiten sowie die Koordination der Regierungsarbeit mit dem Koalitionspartner Izquierda Unida. Nach dem Entschluss ihres Vorgängers José Antonio Griñan, nicht für eine Wiederwahl zu kandidieren, wurde sie mangels parteiinterner Gegenkandidaten ohne Vorwahlen zur Kandidatin für die Präsidentschaft gekürt und Anfang September zur Präsidentin der Regionalregierung gewählt. Im November 2013 erreichte sie bei einem außerordentlichen Parteitag zudem 98,6 % der Delegiertenstimmen und ist seitdem auch Vorsitzende des andalusischen Regionalverbands der PSOE.
Anfang 2015 beschloss sie, die ursprünglich für 2016 geplanten Regionalwahlen vorzuziehen und sie bereits im folgenden März abzuhalten. Als Gründe gab sie mangelndes Vertrauen zum Koalitionspartner IU an und daraus entstehende politische Instabilität an. Für diese Entscheidung wurde sie sowohl vom Koalitionspartner als auch von der oppositionellen PP heftig kritisiert. Bei der Wahl konnte ihre Partei zwar den Mandatsstand halten, erreichte allerdings wiederum nicht genug Sitze, um eine Alleinregierung bilden zu können. Nach über zweimonatigen Verhandlungen konnte sie einen Pakt mit der neu ins Parlament eingezogenen Partei Ciudadanos erreichen; im Gegenzug für einige Zugeständnisse wie verschärfte Korruptionsbekämpfung, Limitierung der Amtszeiten der Regionalpräsidenten, eine Wahlrechtsreform und eine Steuerreform ermöglichten die Abgeordneten von Ciudadanos durch ihre Enthaltung die erneute Wahl Díaz’ zur Präsidentin der Regionalregierung als Vorsitzende einer Minderheitsregierung.
Im März 2017 kündigte sie ihre Kandidatur für den Parteivorsitz der PSOE an; ihre Kandidatur wurde von dem früheren Premier Felipe González unterstützt. Bei der am 21. Mai 2017 durchgeführten Urwahl unterlag sie mit knapp 40 Prozent der abgegebenen Stimmen gegen Pedro Sánchez.
Nach der Wahl 2018 verlor Díaz das Amt der Ministerpräsidentin der Region. Ihr Nachfolger wurde Juan Manuel Moreno von der konservativen PP.

## Privates
Díaz ist seit 2002 verheiratet und wurde im Juli 2015 Mutter eines Sohnes.